# 新潟村
新潟村（にいがたむら）とは、新潟県南蒲原郡にあった村。1954年3月31日、同郡葛巻村、古志郡上北谷村の一部とともに南蒲原郡見附町に編入された。現在の見附市新潟地区にあたる。
なお、当村と同じ県に属し（郡区町村編制法施行前はさらに同じ郡）、県庁の置かれている新潟市とは全く別の自治体である。

## 沿革
- 1889年4月17日 - 町村制の施行に伴い南蒲原郡の（旧）新潟村・黒坂村・小栗山村・桜森村・指出村・下鳥村・梅田村・片桐村・芝野村・江向新田の10村が合併し成立。
- 1954年3月31日 - 葛巻村、古志郡上北谷村の一部（残部は古志郡栃尾町に編入）とともに見附町に編入され消滅。見附町は即日市制施行し見附市となる。

## 地理

### 隣接していた自治体
南から時計回りに。現在の大面村は三条市に、それ以外は見附市になる。
- 南蒲原郡
  - 見附町
  - 葛巻村
  - 今町
  - 大面村